# 24 канал (Россия)
«24 канал» — бывший московский телеканал, транслировавшийся в эфире с 31 мая 1990 до 30 апреля 1999 года на 24 ТВК по соглашению с держателем лицензии, компанией «Космос-ТВ» (СП Metromedia International Group и ФГУП РТРС). Редакции и студии телеканала располагались в телецентре «Останкино» (АСК-1).

## История
Впервые передатчик 24 ТВК был включён в Москве в 1982 году, но всё-таки первые трансляции начались в 1986 году во время визита Президента США Рональда Рейгана в СССР.
В 1989 году заключен договор между Turner Broadcasting System (TBS) и «Совтелеэкспортом», последний получил право выдачи лицензий на CNN International и защиту авторских прав TBS, а круглосуточная ретрансляция телеканала CNN на английском языке на 24 канале началась 31 мая 1990 года. Партнёрство «Космос-ТВ» и CNN подразумевало вещание только в спутниковом формате, поэтому 1 января 1998 года контракт был разорван, а телеканал стал ретранслятором различных каналов (таких как Discovery Channel, Cartoon Network и VIVA) в режиме пула.
Весной 1999 года телеканал перешёл на оригинальный контент (концерты звёзд советской эстрады), а 30 апреля 1999 года он был закрыт. Через некоторое время, 7 июня 1999 года на соседней частоте 23 ТВК начал вещание телеканал «Дарьял ТВ».

## Руководители

### Генеральные директора
- Александр Петров (1990—199?)
- Алексей Струлёв (199?—1999)